# Куликов, Павел Владимирович
Павел Владимирович Куликов (14 января 1992, Нижнекамск) — российский хоккеист, нападающий.

## Карьера
Начал свою профессиональную карьеру в 2009 году в составе нижнекамского клуба Молодёжной хоккейной лиги «Реактор». В своём дебютном сезоне провёл на площадке 31 матч, набрав 9 (2+7) очков, однако уже в следующем сезоне он превзошёл своё достижение более чем в два раза, набрав 22 (7+15) очка в 30 матчах. Сезон 2011/12 Куликов также начал в составе «Реактора», а 2 ноября 2011 года в домашнем матче против астанинского «Барыса» (3:5) дебютировал в Континентальной хоккейной лиге, проведя на площадке чуть больше четырёх минут. Больше за «Нефтехимик» в том сезоне не играл.
Первую шайбу в КХЛ забросил в следующем сезоне, 24 сентября 2012 года в ворота магнитогорского «Металлурга» (2:7).

### В сборной
В составе сборной России Павел Куликов принимал участие в юниорском чемпионате мира 2010 года, на котором россияне стали лишь четвёртыми, а также молодёжном первенстве мира 2012 года, где он вместе с командой завоевал серебряные награды. На этих турнирах на счету Куликова 3 (1+2) очка в 14 проведённых матчах.

## Достижения
- Серебряный призёр молодёжного чемпионата мира 2012.
- Бронзовый призёр 2009 World Junior A Challenge
- Серебряный призёр Мемориала Ивана Глинки 2009
- Обладатель Кубка вызова МХЛ 2013
- Обладатель Кубка Салея 2024
- Чемпион Беларуси 2025

## Статистика
| Легенда | Легенда                    | Легенда | Легенда                   | Легенда | Легенда    |
| ------- | -------------------------- | ------- | ------------------------- | ------- | ---------- |
| И       | Количество проведённых игр | Штр     | Штрафное время            | +/−     | Плюс-минус |
| Г       | Голы                       | П       | Голевые передачи          | О       | Очки       |
| -       | Статистика неизвестна      | —       | Статистика не учитывалась |         |            |

### Клубная карьера
- a В этом сезоне в «Плей-офф» учитывается статистика игрока в Кубке Надежды.